# Run!
Run! Es el décimo quinto episodio de la serie de Drama y Ciencia ficción, Héroes

## Trama
La Sra. Bennet se ha recuperado de sus problemas, sin embargo la tensión entre Calire y Noah por este último suceso crece y todavía más cuando Noah se entera de que Claire nunca fue a un acuario y que hasta ahora ha escapado de la escuela con un fin desconocido (para Noah).
Meredith habla con Nathan buscando más bien dinero y Nathan al no tener elección decide ofrecerle dinero por su silencio, Merdith accede.
Claire va con Meredith solo para enterarse de que ella ha contactado a su padre biológico, Claire en un principio señala eso como una solución para su madre adoptiva pero Meredith le dice que solo se trata sobre el dinero y Claire se enfada aún más no sin antes dejarse tomar una foto para Meredith ya que ella posteriormente cuando reciba el dinero viajara a México y extrañara ver la cara de Claire.
Más tarde Nathan llega al remolque de Meredith allí ella le dice que su hija la encontró, pero Nathan va directamente al motivo de su visita y le da a Merdith su dinero, mientras que Claire quien escuchó todo le arroja una piedra a la ventana de su limosina y se marcha antes de que Nathan pueda llegar a verla.
Hiro y Ando continúan su viaje en la misión de obtener la espada y llegan alas Vegas, en un restaurante conocen a una mujer llamada Esperanza (hope) quien les dice que ella está pasando un problema con un abusivo novio, así que Ando se ofrece a ayudarla pero Hiro no se muestra convencido, entonces cuando Hiro y Ando están ala mitad de su plan para devolverle la bolsa a Esperanza Hiro tira la toalla y vuelve con Esperanza, una vez que llega con ella descubre que Esperanza solo los está usando y Hiro se dispone a detenerla, Esperanza fácilmente golpea a Hiro y lo deja en un closet, después Ando llega con Esperanza y esta lo convence de que Hiro lo abandonó.
Matt Parkman ha conseguido el empleo de guardaespaldas por desgracia la persona que debe proteger es el mismo objetivo de asesinato de Jessica Sanders, Matt logra legar con Malsky (su objetivo) pero cuando Matt va descubriendo que cada vez Jessica está más cerca comienzan a huir por un edificio donde Jessica los ataca y casi acorrala, pero Matt aprovecha que Jessica se distrajo por una conversación entre ella y Niki y logra esposar a Jessica, sin embargo esta se libera, lanza a Matt a través de una ventana y mata a Malsky, después Matt recuerda los últimos pensamientos de Malsky antes de que muriera descubriendo donde ocultó los diamantes antes de morir pero al escuchar un comentario negativo sobre él, los conserva.
Mohinder Suresh está intentando prevenir a los humanos evolucionados de Sylar pero casi nadie no contesta sus llamadas, minutos después Zane Taylor él le asegura a Mohinder que lo necesita y Mohinder hace todo lo posible por llegar con Zane sin embargo Sylar llega con Zane primero y lo mata, más tarde Mohinder llega a la casa de Zane y Sylar se hace pasar por Zane , allí Sylar le enseña su nueva habilidad, Mohinder entonces pensando que salvo una vida decide continuar su viaje por salvar a los especiales pero Sylar desea acompañarlo para “advertirles”, cuando en realidad desea encontrar a los humanos evolucionados y matarlos. 
Ya de noche Jessica mira una foto de su siguiente objetivo Nathan Petrelli, mientras Claire regresa a su hogar para encontrar a Sandra no reconociendo al Sr. Muggles y Claire.